# Xiafs
Xiafs era un file system per il Sistema Operativo Linux, concepito e sviluppato da Frank Xia e basato sul file system Minix. Attualmente è considerato obsoleto e non più utilizzato.
Originariamente Linux utilizzava il file system Minix, ma aveva delle limitazioni: la lunghezza dei nomi dei file era limitata a 14 caratteri e la dimensione di una partizione non poteva superare i 64 MB. Per sostituire il file system Minix, fu sviluppato extended file system (ext). Esso aveva alcuni problemi come scarse prestazioni e l'assenza della gestione di date. I due contendenti a sostituire ext furono Ext2 e Xiafs. I due file system furono inclusi nel kernel a Dicembre 1993 (Linux 0.99.15). Ext2 e Xiafs avevano lo stesso obiettivo: offrire buone prestazioni, limiti ragionevoli e correggere i principali problemi di ext.
Xiafs era meno potente e aveva meno funzionalità di Ext2. Aveva più limitazioni (la dimensione massima di un file era 64 MiB e la dimensione di una partizione era 2 GiB). L'unico vantaggio era che utilizzava meno spazio disco per le sue strutture di controllo ed in quel momento era più stabile di Ext2.
Xiafs fu migliorato veramente poco mentre Ext2 aveva una evoluzione più veloce, raggiungendo presto la stabilità, le prestazioni aggiungendo estensioni. Ext2 divenne quindi il file system standard di Linux.
Xiafs fu rimosso assieme all'originario Extended file system dal Linux Kernel 2.1.21